# مارچین مروچک
مارچین مروچک (لهستانی: Marcin Mroczek؛ زادهٔ ۱۸ ژوئیهٔ ۱۹۸۲) بازیگر و رقصنده اهل لهستان است. او در نوجوانی به همراه برادرش در گروه کارو دنس اجرا داشت. در ۶ سپتامبر ۲۰۰۸، او برنده مسابقه رقص یوروویژن ۲۰۰۸ برای لهستان شد.
از فیلم‌ها یا مجموعه‌های تلویزیونی که وی در آن‌ها نقش داشته است، می‌توان به ع چون عشق و افسانه‌ای باستانی: آن هنگام که خورشید ایزد بود اشاره نمود.